# Большемечетновское сельское поселение
Большемечетновское сельское поселение — муниципальное образование в Семикаракорском районе Ростовской области. 
Административный центр поселения — хутор Большемечетный.

## Административное устройство
В состав Большемечетновского сельского поселения входят:
- хутор Большемечетный
- хутор Вислый
- посёлок Горный
- хутор Маломечетный

## Население
| 2010  | 2012  | 2013  | 2014  | 2015  | 2016  | 2017  |
| ----- | ----- | ----- | ----- | ----- | ----- | ----- |
| 4633  | ↗4635 | ↘4576 | ↘4549 | ↘4513 | ↘4505 | ↗4507 |
| 2018  | 2019  | 2020  | 2021  |       |       |       |
| ↗4523 | ↗4552 | ↗4561 | ↗4581 |       |       |       |